# Stiltskin
Gli Stiltskin sono un gruppo musicale post-grunge/rock che ha raggiunto una certa popolarità intorno alla metà degli anni novanta, particolarmente con il brano Inside, che ha fatto anche da colonna sonora ad uno spot pubblicitario.
Il gruppo fu fondato nel 1992, si sciolse nel 1995, infine si riunì nel 2005.
L'unico componente attuale del gruppo ad aver fatto parte della formazione originale è il cantante Ray Wilson.

## Discografia

### Album in studio
- 1994 - The Mind's Eye
- 2006 - She (Ray Wilson & Stiltskin)
- 2007 - Live (Ray Wilson & Stiltskin)
- 2011 - Unfulfillment (Ray Wilson & Stiltskin)